# セレステ・イング
セレステ・イング（英：Celeste Ng、中：伍綺詩、1980年7月30日 - ）は、アメリカ合衆国の作家、小説家。ペンシルバニア州ピッツバーグ出身。

## 経歴
セレステの両親は1960年代に香港から移住しており、2004年に死去した父親はアメリカ航空宇宙局（NASA）のグレン研究センターに勤務する物理学者であった。母親は化学者で、クリーブランド州立大学で教師をしていた。
セレステは10歳のときにオハイオ州シェーカーハイツに移住した。
高校卒業後、ハーバード大学で英語を学んだのち、ミシガン大学の大学院でMFA（美術学修士号）を取得した。ミシガン大学在学中に執筆した短編小説『What Passes Over』でホップウッド賞を受賞。
ニューヨーク・タイムズ、ガーディアンなどの雑誌に多くの短編小説、エッセイを発表している。
短編小説 『Girls at Play』は、2012年にプッシュカート賞を受賞し、2015年にはアレックス賞を受賞した。
2014年に発表された彼女の最初の長編小説である『Everything I Never Told You』は、Amazon Book of the Yearなど多くの賞を受賞している。
現在はマサチューセッツ州ケンブリッジに在住。

## 作品
- GIRLS, AT PLAY (2012)
- Everything I Never Told You: A Novel (2015)
- Little Fires Everywhere: A Novel (2017)